# Oberleibstadt

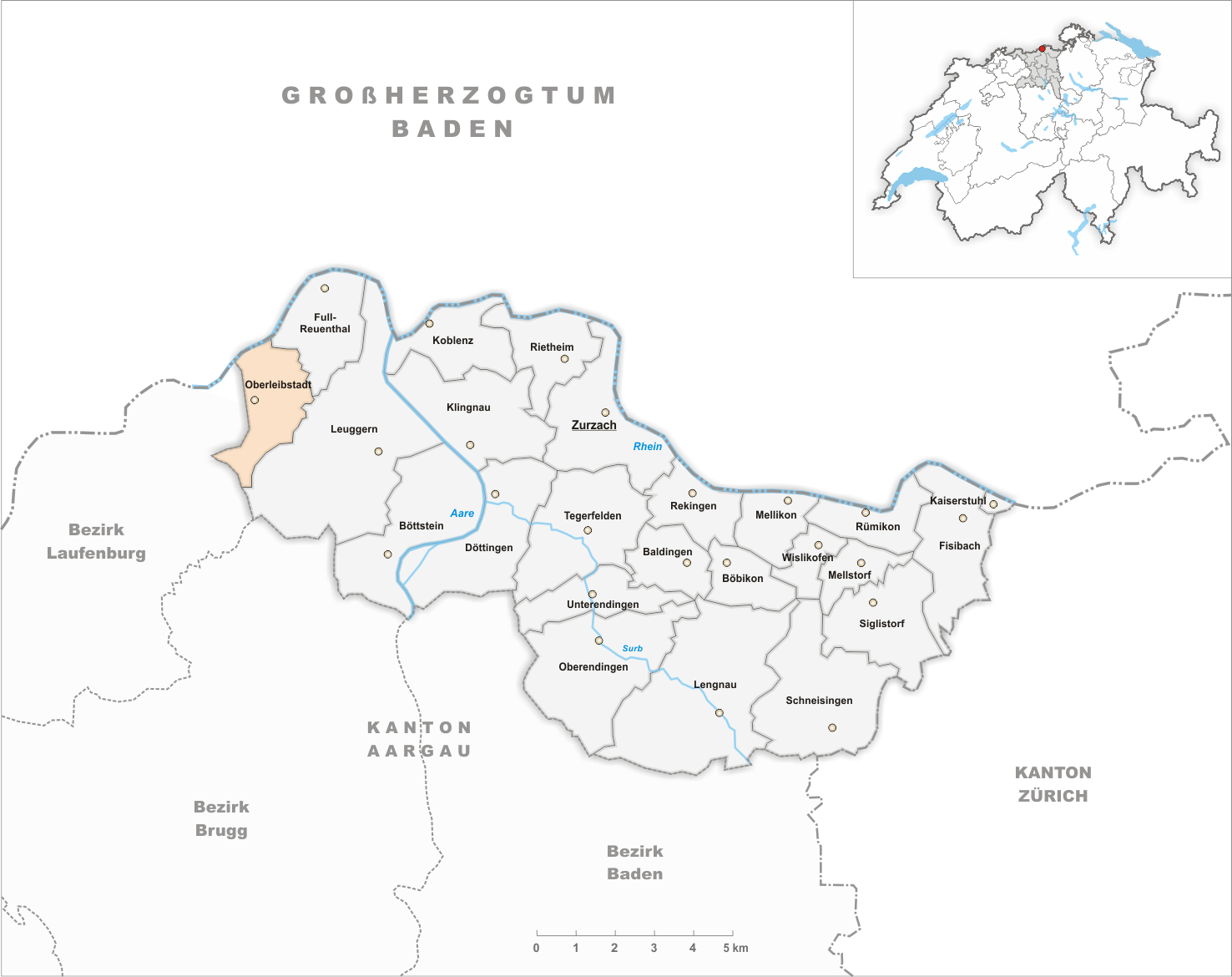
Gemeindestand vor der Fusion am 1. Januar 1866

Oberleibstadt war eine selbstständige politische Gemeinde im Kanton Aargau, im Bezirk Zurzach in der Schweiz. 1866 fusionierte Oberleibstadt zusammen mit Unterleibstadt aus dem Bezirk Laufenburg zur neuen Gemeinde Leibstadt.